# Sphenometopa przewalskii
Sphenometopa przewalskii är en tvåvingeart som beskrevs av Boris Borisovitsch Rohdendorf 1967. Sphenometopa przewalskii ingår i släktet Sphenometopa och familjen köttflugor.
Artens utbredningsområde är Mongoliet. Inga underarter finns listade i Catalogue of Life.